# Adolph Baumbach
Adolph Baumbach (* 4. Dezember 1825 in Heusdorf bei Apolda; † 6. April 1903 in Königsee, Thüringen) war ein deutscher Rechtsanwalt. Er war Mitglied des Konstituierenden Reichstags des Norddeutschen Bundes.

## Leben
Baumbach begann an der Universität Jena Rechtswissenschaft zu studieren und wurde 1847  im Corps Thuringia Jena aktiv. Als Inaktiver wechselte er an die Universität Leipzig. Er war ab 1851 Rechtsanwalt in Königsee und wurde 1860 in den Landtag Schwarzburg-Rudolstadt gewählt.
Als Mitglied der Nationalliberalen Partei saß er im Konstituierenden Reichstag des Norddeutschen Bundes für den Reichstagswahlkreis Fürstentum Schwarzburg-Rudolstadt (Königsee, Frankenhausen).